# Syzygium pringlei
Syzygium pringlei är en myrtenväxtart som först beskrevs av Bernard Patrick Matthew Hyland, och fick sitt nu gällande namn av Lyndley Alan Craven och Edward Sturt Biffin. Syzygium pringlei ingår i släktet Syzygium och familjen myrtenväxter. Inga underarter finns listade i Catalogue of Life.